# Stylist
En stylist er en person der hjælper og råder individuelle personer,  eksempelvis om nyeste moder indenfor beklædning, hårmoder, frisurer, make up etc.
| Job | Spire Denne artikel om et job eller en stillingsbetegnelse er en spire som bør udbygges. Du er velkommen til at hjælpe Wikipedia ved at udvide den. |